# Казиханов Дадаш Казиханович
Дадаш Казиханович Казиханов (рос. Дадаш Казиханович Казиханов; нар. 15 вересня 1979) — російський футболіст, захисник.

## Життєпис
Першим професіональним клубом Дадаша Казиханова став «Моздок» з однойменного міста, за який провів 41 матч. Далі грав в українському «Дністрі» з Новодністровська. Повернувшись до Росії грав за різні клуби, допоки в 2005 році не зупинився в хабаровському «СКА-Енергії». У липні 2010 року виставлений клуб на трансфер. Місяць по тому відзаявлений і відданий в оренду барнаульскому «Динамо». На початку 2012 року став гравцем українського клубу «Жемчужина» (Ялта).